# Хиро, Анна Вероника
Анна Вероника Хиро (исп. Ana Veronica Giró) — аргентинская биатлонистка, сестра Густаво Хиро, Алехандро Хиро и Марии Хиро — аргентинских биатлонистов, участников зимних Олимпийских игр.

## Карьера
В Кубке мира провела только одну гонку. Это произошло в сезоне 1988/1989 на этапе в немецком Рупольдинге, который проходил перед чемпионатом мира. В спринте она стала последней — 45-й, а в индивидуальной гонке не финишировала.
На чемпионате мира в австрийском Файстрице в спринте Анна Вероника допустила 4 промаха и финишировала 44-й — последней из участниц, отстав от своей сестры Марии, которая заняла 41-е место, более чем на шесть с половиной минут, а в индивидуальной гонке не финишировала.

### Участие в Чемпионатах мира
| Год  | Место проведения | Инд | Спр | Ком | Эст |
| 1989 | Файстриц         | DNF | 44  | —   | —   |